# Shangbei (köpinghuvudort i Kina, Hebei Sheng, lat 38,48, long 114,46)
Shangbei är en köpinghuvudort i Kina. Den ligger i provinsen Hebei, i den norra delen av landet, omkring 230 kilometer sydväst om huvudstaden Peking. Antalet invånare är 14 902. Befolkningen består av 7 389 kvinnor och 7 513 män. Barn under 15 år utgör 20,0 %, vuxna 15-64 år 70 %, och äldre över 65 år 8,0 %.
Runt Shangbei är det tätbefolkat, med 881 invånare per kvadratkilometer. Närmaste större samhälle är Ciyu, 13,1 km väster om Shangbei. Trakten runt Shangbei består till största delen av jordbruksmark.
Genomsnittlig årsnederbörd är 702 millimeter. Den regnigaste månaden är juli, med i genomsnitt 228 mm nederbörd, och den torraste är januari, med 4 mm nederbörd.